# 林明義
林明義（1954年6月1日—2007年6月20日），台灣政治人物，曾代表中國國民黨任職雲林縣第三、四屆立法委員。2001年代表國民黨參選立法委員，競選失利。曾在聲援楊儒門的活動中焚燒美國國旗。2004年代表無黨團結聯盟參選立法委員，獲得余天與李亞萍助選，落選後淡出政壇、轉往商界發展。2007年6月20日傍晚6時30分，因肝癌病逝於雲林縣虎尾的自宅。

## 早年
林明義在青年時期曾經混跡江湖，為當代雲林縣虎尾鎮地方角頭，綽號「小林仔」。曾經在1981年11月間涉嫌唆使手下章金樹於西螺鎮槍殺台西知名角頭林清標的手下丁日清而聲名大噪，丁日清胞弟丁雲南及結拜兄弟黄正卿曾攜帶半自動霰彈槍和左輪手槍欲向林明義尋仇，不幸在找到林明義之前先遭警方察獲逮捕。林明義被警方列為嫌疑犯之後，在法院尙未判決之前，登記參選雲林縣議員，得到當時林派大老時任監察委員的陳錫章等大力協助而當選，官司因而不了了之。

## 立委生涯
1993年5月5日，國民黨立委林明義和民進黨立委發生口角。下台後，林宣稱因蘇焕智對他使用髒話，於是揮拳朝蘇的頭部攻擊。5月7日民主進步黨立法院黨團推派施明德、張俊宏、蘇嘉全、黃信介、尤宏、盧修一、陳定南等人與國民黨團的廖福本、李友吉、吳德美、高育仁、陳朝容等人共同觀看5月5日錄影帶，一致認為蘇焕智並未罵髒話，反而是林明義不斷的罵髒話使蘇煥智未能發言。蘇煥智獲得陳朝容安慰「卡忍耐」、「卡忍耐」，並重複此話，被林明義誤聽。看過錄影帶後，高育仁表示事情已經很清楚，這是個人的事，不應作為政黨的事，國民黨應盡快協商並安排道歉。國民黨黨鞭廖福本也承認林明義有「聽的錯覺」，被打的蘇煥智則強調沒有說三字經；而支持林明義的吳德美則宣稱友聽到蘇煥智說「我早幹」、「我早幹」沒有被錄到，但當在旁記者質問「我早幹」是什麼意思吳德美則說不知道，至於林明義「幹」聲連連，他則沒有評論。當天下午，林明義在院會中向蘇煥智個人及全院委員道歉，並表示他「個人修養不夠，以後慢慢再修」，但他個人行為、個人擔當，兩黨不要再提升對抗。

## 選舉紀錄
| 年度 | 選舉屆數           | 選舉區       | 所屬政黨     | 得票數 | 得票率 | 當選標記     | 備註   |
| ---- | ------------------ | ------------ | ------------ | ------ | ------ | ------------ | ------ |
| 1992 | 第二屆立法委員選舉 | 雲林縣選舉區 | 中國國民黨   | 55,101 | 16.02% |              |        |
| 1995 | 第三屆立法委員選舉 | 雲林縣選舉區 | 中國國民黨   | 65,726 | 19.08% |              |        |
| 1998 | 第四屆立法委員選舉 | 雲林縣選舉區 | 中國國民黨   | 53,115 | 14.92% | 選區第一高票 |        |
| 2001 | 第五屆立法委員選舉 | 雲林縣選舉區 | 中國國民黨   | 29,530 | 8.73%  |              | 落選頭 |
| 2004 | 第六屆立法委員選舉 | 雲林縣選舉區 | 無黨團結聯盟 | 6,256  | 1.79%  |              |        |

## 外部連結
- 立法院 （页面存档备份，存于）
- 前立委林明義肝癌病逝　曾焚燒美國旗聲援楊儒門，東森新聞網2007年6月21日